# Tommy Enström
Tommy Enström, född 30 juli 1986, är en svensk ishockeyspelare som spelar för Modo Hockey i Hockeyallsvenskan. Han har även två bröder och en syster som spelar/har spelat ishockey: Tobias, Thomas (lagt av) och Tina Enström.

## Klubbar
- Örebro HK
- Leksands IF
- Rögle BK
- IF Sundsvall Hockey
- Modo Hockey (nuvarande klubb)
- Höga Kusten HF (moderklubb)